# Клара Хапел
Клара Хапел (на немски: Clara Happel) е германски психоаналитик.

## Биография
Родена е на 1 октомври 1889 година в Берлин, Германия. Учи медицина, но се заинтересува от психоанализа.
Установява се във Франкфурт на Майн, започва обучителна анализа с Ханс Закс и през същата година с помощта на Макс Айтингон е допусната в Берлинското психоаналитично общество. Ппосещава осмия международен конгрес в Залцбург и там ѝ е направена карикатура от Олга Шекели-Ковач.
След като Берлинското психоаналитично общество става Германско психоаналитично общество, Клара Хапел заедно с Карл Ландауер застават начело на Франкфуртския му клон. През 1931 г. се мести в Хамбург и основава група за изследване заедно с Август Ватерман.
През януари 1936 г. напуска Германия и заминава за Палестина. След това се установява в САЩ, където е посрещната от Шандор Радо. През 1938 г. се включва в Чикагското психоаналитично общество. Заедно с Едита Щерба, Рихард Щерба и Лео Бартемайер основават Детройтското психоаналитично общество през 1942 г.
Хапел си отваря собствена практика в Ню Йорк. Въпреки успеха на практиката ѝ тя все повече се депресира. Между причините за депресията са разкритията за нацистките концентрационни лагери, използването на атомна бомба в Япония, отказа от гражданство и непризнаването на лекарските ѝ правомощия в страната. В резултат на това тя се самоубива на 55-годишна възраст в Детройт на 16 септември 1945 година.

## Кратка библиография
- Happel, Clara. (1923). Onanieersatzbildungen. Internationale Zeitschrift für Psychoanalyse, 9, 206 – 209.
- Happel, Clara. (1927). Der Mann in der Kloake. Zeitschrift für psychoanalytische Pädagogik, 2, 86 – 89.
- Happel, Clara. (1926). Communication: Notes on an analysis of a case of paederasty. International Journal of Psycho-Analysis, 7, 229 – 236.